# Porotrichodendron biforme
Porotrichodendron biforme là một loài Rêu trong họ Lembophyllaceae. Loài này được (Hampe) Broth. miêu tả khoa học đầu tiên năm 1925.